# Reynaudia
Reynaudia là một chi thực vật có hoa trong họ Hòa thảo (Poaceae).

## Loài
Chi Reynaudia gồm các loài: